# Endrosa aurita
Endrosa aurita är en fjärilsart som beskrevs av Eugen Johann Christoph Esper 1787. Endrosa aurita ingår i släktet Endrosa och familjen björnspinnare. Inga underarter finns listade i Catalogue of Life.